# Krzysztof Sujka
Krzysztof Sujka (ur. 9 października 1955 w Pabianicach) – polski kolarz szosowy i torowy, wicemistrz świata w kolarstwie szosowym (1978), olimpijczyk z Montrealu (1976) i Moskwy (1980).

## Kariera
Był wychowankiem LZS Pawlikowiczanka. W latach 1973–1975 i 1977-1979 reprezentował barwy Społem Łódź, w czasie służby wojskowej występował w Orle Łódź (1975-1977). Początkowo specjalizował się w wyścigach torowych, przede wszystkim w konkurencji 4000 m na dochodzenie

### Kolarstwo torowe
W 1975 został mistrzem Polski w wyścigu na 4000 m na dochodzenie drużynowo (w barwach Orła Łódź), w tej samej konkurencji indywidualnie został wicemistrzem Polski w 1977 i brązowym medalistą MP w 1976.
W 1976 wystąpił na igrzyskach olimpijskich w Montrealu, zajmując 5-8. miejsce w wyścigu na 4000 m na dochodzenie drużynowo. W tej samej konkurencji wystąpił także na mistrzostwach świata w 1977, jednak indywidualnie odpadł w 1/8, a drużyna z jego udziałem odpadła w eliminacjach.

### Kolarstwo szosowe
Największy sukces w karierze Krzysztof Sujka osiągnął w 1978 roku, kiedy zdobył srebrny medal w wyścigu ze startu wspólnego amatorów na mistrzostwach świata w Nürburgu. W zawodach tych wyprzedził go tylko Szwajcar Gilbert Glaus, a trzecie miejsce zajął jego rodak Stefan Mutter. Na tych samych mistrzostwach wystąpił także w wyścigu drużynowym, ale po zajęciu 4 miejsca jego drużyna została zdyskwalifikowana za doping. Na kolejnych mistrzostwach świata w 1979 zajął 91 m. w wyścigu indywidualnym ze startu wspólnego, a na igrzyskach w Moskwie (1980) zajął w tej samej konkurencji 22. miejsce w wyścigu ze startu wspólnego.
Wygrał m.in. niemiecki Rheinland-Pfalz Rundfahrt w 1977 roku, francuski Ruban Granitier Breton w 1978 roku, Małopolski Wyścig Górski w 1979. Czterokrotnie startował w Wyścigu Pokoju. W 1978 wygrał etap i klasyfikację górską, a w klasyfikacji końcowej zajął 9. miejsce, w 1979 wygrał dwa etapy i był trzeci w klasyfikacji generalnej, w 1980 wygrał dwa etapy, a w klasyfikacji końcowej zajął 7. miejsce, w 1981 był 16 w klasyfikacji końcowej. W 1977 wygrał dwa etapy Tour de Pologne, w 1978, 1979 i 1981 po jednym etapie tego wyścigu.
W 1978 zajął 5. miejsce w Plebiscycie Przeglądu Sportowego na najlepszego sportowca roku.
W 2024 r. imieniem Krzysztofa Sujki nazwano skwer w Dłutowie, gdzie sportowiec spędził dzieciństwo i młodość. 